# Bärbel Köster
Bärbel Köster   (Lübberstorf, 26 de maig de 1957) és una piragüista d'aigües tranquil·les alemanya, ja retirada, que va competir sota bandera de la República Democràtica Alemanya durant la dècada de 1970.
El 1976 va prendre part en els Jocs Olímpics d'Estiu de Montreal, on va guanyar la medalla de bronze en la prova del K-2, 500 metres del programa de piragüisme. Formà parella amb Carola Zirzow.
En el seu palmarès també destaquen quatre medalles d'or al Campionat del Món de piragüisme en aigües tranquil·les, el 1974 i 1975. A nivell nacional guanyà dos campionats alemanys, el 1975 i 1976.